# Eddie and the Hot Rods
Eddie & The Hot Rods — британская рок-группа, образовавшаяся в 1975 году в Саутэнде, Эссекс, Англия, и игравшая энергичный паб-рок (гораздо более жёсткий и скоростной, чем их единомышленники), явившийся важным звеном, связавшим гаражный британский ритм-энд-блюз 1960-х годов и панк-рок. Eddie & The Hot Rods (согласно Trouser Press) сыграли ключевую роль в развитии британской новой волны.. В отличие от большинства паб-рокеров, Eddie & The Hot Rods социальным темам (связанным, как правило, с жизнью рабочего класса) предпочитали подростковые. Группа распалась в 1981 году; начиная с 1985 года не раз реформировалась и выступает по сей день.

## История группы
Вокалист Барри Мастерз и гитарист Дэйв Хиггс образовали Eddie & The Hot Rods в Саутэнде, графство Эссекс, весной 1975 года. «Эдди» в названии группы — имя куклы-амулета, которую музыканты колотили на сцене на своих ранних концертах. Уолл и Стил покинули состав уже к концу года; на смену им пришли 15-летний басист Пол Грей и чуть позже — Лью Льюис (гармоника). По праву полноценным участником группы считался и менеджер Эд Холлис, который старался сделать из коллектива «британских The Stooges».
Первый сингл «Writing on the Wall» группа выпустила на Island Records. Почти сразу же Льюис был уволен за странности в поведении; позже он образовал Lew Lewis Reformer. К лету 1978 года группа стала популярнейшей на паб-рок-сцене и побила несколько рекордов посещаемости в знаменитом клубе «Марки». В ходе этих концертов был записан Live at Marquee, за которым последовал первый сингл «Teenage Depression» (#35, UK Singles Chart) и одноимённый альбом.
В 1976 году в состав вошёл Грэм Дуглас из Kursaal Flyers: с ним группа (как The Rods) записала «Do Anything You Wanna Do», сингл, летом 1977 года вошедший в британский Top 10. Альбом Life on the Line (# 27 UK), однако, ознаменовал начало конца: в Британии набирал популярность панк-рок, и аудитория Eddie & The Hot Rods стала стремительно сокращаться. Выпустив еще два альбома, группа в 1981 году распалась. Грей перешел в The Damned. Мастерз образовал The Inmates. Стив Никол присоединился к One the Juggler.

### 1983 —
После того, как стало ясно, что ни The Inmates, ни One the Juggler не в состоянии добиться успеха на панк-сцене, Мастерз и Никол вновь собрали Hot Rods, пригласив гитариста Уоррена Кеннеди и басиста Тони Крэнни. После выхода концертного альбома (на Waterfront Records) квартет распался, но появился вновь в 1985 году — с новым басистом Расселом Страттером.
Некоторое время (в 1992 году) квартет выступал в оригинальном составе (Мастерс, Никол, Хиггс, Грей). Позже в его состав входили Стив Уолвин и Гордон Рассел (оба из Dr. Feelgood), Мик Роджерс (экс- Manfred Mann’s Earth Band) и Мэдмэн Кио (англ. Madman Keyo).

## Дискография

### Альбомы
- Teenage Depression (1976, #43 UK)
- Life on the Line (1977, # 27, UK)
- Rods (1977)
- Thriller (1979, #50, UK)
- Fish’n’Chips (1981)
- One Story Town (1985)
- Curse of the Hot Rods (1979)
- Gasoline Days (1992)
- Live and Rare (1993)
- Ties That Bind (1994)
- BBC Radio 1 Live in Concert (1995)
- Get Your Rocks Off (2002, концертный альбом)
- Better Late Than Never (2005)
- Been There, Done That (2006)